# Kappa Edizioni
Kappa Edizioni est une maison d'édition de bande dessinée et de manga d'auteur italienne fondée en 1995 à Bologne. Outre des albums, elle publie la revue Mondo Naif (it) depuis 1996. Elle a obtenu le prix Micheluzzi du meilleur éditeur en 2005.